# 今川範忠
今川範忠（1408年—1461年？7月4日），室町時代中期的守護大名。駿河今川氏第5代當主。父親是第4代當主今川範政。

## 生平
在應永15年（1408年）出生，家中嫡男。被父親範政在晩年廢嫡，末弟千代秋丸被立為嫡男，因此引發兄弟間爭奪家督之位。永享5年（1433年），在父親死去後，因為此時正與鎌倉公方足利持氏對抗，第6代將軍足利義教認為千代秋丸年幼，於是裁定已成人的範忠成為繼承人較好，因此正在京都的範忠繼承家督和當主。此時，狩野氏和富士氏等部份反對派受持氏支援而起兵，不過以義教強力支持下，將其鎮壓。
因此對幕府有很強忠誠心，擔任關東地方的監視役，在永享之亂和結城合戰中以幕府一方的身份參戰，並立下武功。因為此功，被義教允許只有範忠的子孫可以使用今川姓，而同族庶流則被禁止使用今川姓，這次恩賞被稱為「天下一苗字」，以後範忠的直系子孫就是今川氏宗家的事受到保障。因此，分家遠江今川氏的範將改為堀越氏（有異説）。
康正元年（1455年），被第8代將軍足利義政任命討伐鎌倉公方足利成氏，受後花園天皇下賜御錦旗後，立即返回領國，並在鎌倉軍正討伐上杉氏之際，攻下鎌倉。因此成氏逃到古河並改稱古河公方（享德之亂）。
寬正元年（1460年）正月，返回駿河，在翌年（1461年）3月20日把家督讓予兒子義忠，不久後死去（卒年有異説）。